# Brilvogelhoningeter
De brilvogelhoningeter (Glycichaera fallax; synoniem: Timeliopsis fallax) is een zangvogel uit de familie Meliphagidae (honingeters).

## Verspreiding en leefgebied
Deze soort komt voor in Nieuw-Guinea en Australië en telt drie ondersoorten:
- G. f. pallida: Raja Ampat-eilanden.
- G. f. falax: Misool, Aru-eilanden, Japen (=Jobi) en Nieuw-Guinea.
- G. f. claudi: noordoostelijk Australië.

## Status
De grootte van de populatie is niet gekwantificeerd maar de soort wordt omschreven als doorgaans schaars maar plaatselijk soms algemeen. Op de Rode lijst van de IUCN heeft deze soort de status niet bedreigd.